# Cabane du Fenestral
La cabane du Fenestral est un refuge de montagne situé à 2 436 m d'altitude dans le canton du Valais. Située sur le Tour des Muverans, la cabane est accessible en été par plusieurs sentiers de moyenne montagne principalement au départ de Fully et d'Ovronnaz. En hiver, l'accès se fait par le domaine skiable d'Ovronnaz. De la cabane on peut gravir le Grand Chavalard et la Dents de Morcles.

## Situation
La cabane est située en Suisse, dans le canton du Valais, sur les Hauts de Fully.

## Histoire
La première cabane était un baraquement militaire construit par l'Armée suisse durant la guerre 1914-1918 et qui a été réaménagé par le Ski-Club Chavalard de Fully en 1955. La cabane a été entièrement reconstruite en 1980 ainsi qu'en 2015.